# Jelm
Jelm (také Jelma, německy Melm) je částečně zaniklá ves na území obce Horní Plané v okrese Český Krumlov.

## Historie
Ves vznikla v době kolo roku 1440. V roce 1483 byla uvedena jako Gellma, v roce 1600 pak byla uvedena jako Gelma. Ves patřila pod hornoplánskou rychtu. Od 18. století měla rychtu vlastní; patřilo k ní 18 vesnic. Od zavedení obecního zřízení v polovině 19. století byl Jelm osadou obce Hodňov. V roce 1921 v Jelmu stálo 16 domů a žilo zde 134 obyvatel, všichni německé národnosti. V letech 1938 až 1945 byl Jelm v důsledku uzavření Mnichovské dohody přičleněn k nacistickému Německu.